# Itaberaba (microregio)
Itaberaba is een van de 32 microregio's van de Braziliaanse deelstaat Bahia. Zij ligt in de mesoregio Centro-Norte Baiano en grenst aan de mesoregio Centro-Sul Baiano in het westen en zuiden, de microregio Feira de Santana in het oosten, de mesoregio Nordeste Baiano in het noordoosten en de microregio Jacobina in het noorden. De microregio heeft een oppervlakte van ca. 16.682 km². Midden 2004 werd het inwoneraantal geschat op 246.529.
Twaalf gemeenten behoren tot deze microregio:
| - Baixa Grande - Boa Vista do Tupim - Iaçu - Ibiquera - Itaberaba - Lajedinho | - Macajuba - Mairi - Mundo Novo - Ruy Barbosa - Tapiramutá - Várzea da Roça |

Mesoregio's: Centro-Norte Baiano · Centro-Sul Baiano · Extremo Oeste Baiano · Metropolitana de Salvador · Nordeste Baiano · Sul Baiano · Vale São-Franciscano da Bahia

Microregio's: Alagoinhas · Barra · Barreiras · Bom Jesus da Lapa · Boquira · Brumado · Catu · Cotegipe · Entre Rios · Euclides da Cunha · Feira de Santana · Guanambi · Ilhéus-Itabuna · Irecê · Itaberaba · Itapetinga · Jacobina · Jequié · Jeremoabo · Juazeiro · Livramento do Brumado · Paulo Afonso · Porto Seguro · Ribeira do Pombal · Salvador · Santa Maria da Vitória · Santo Antônio de Jesus · Seabra · Senhor do Bonfim · Serrinha · Valença · Vitória da Conquista